# Fatih-Moschee (Essen)

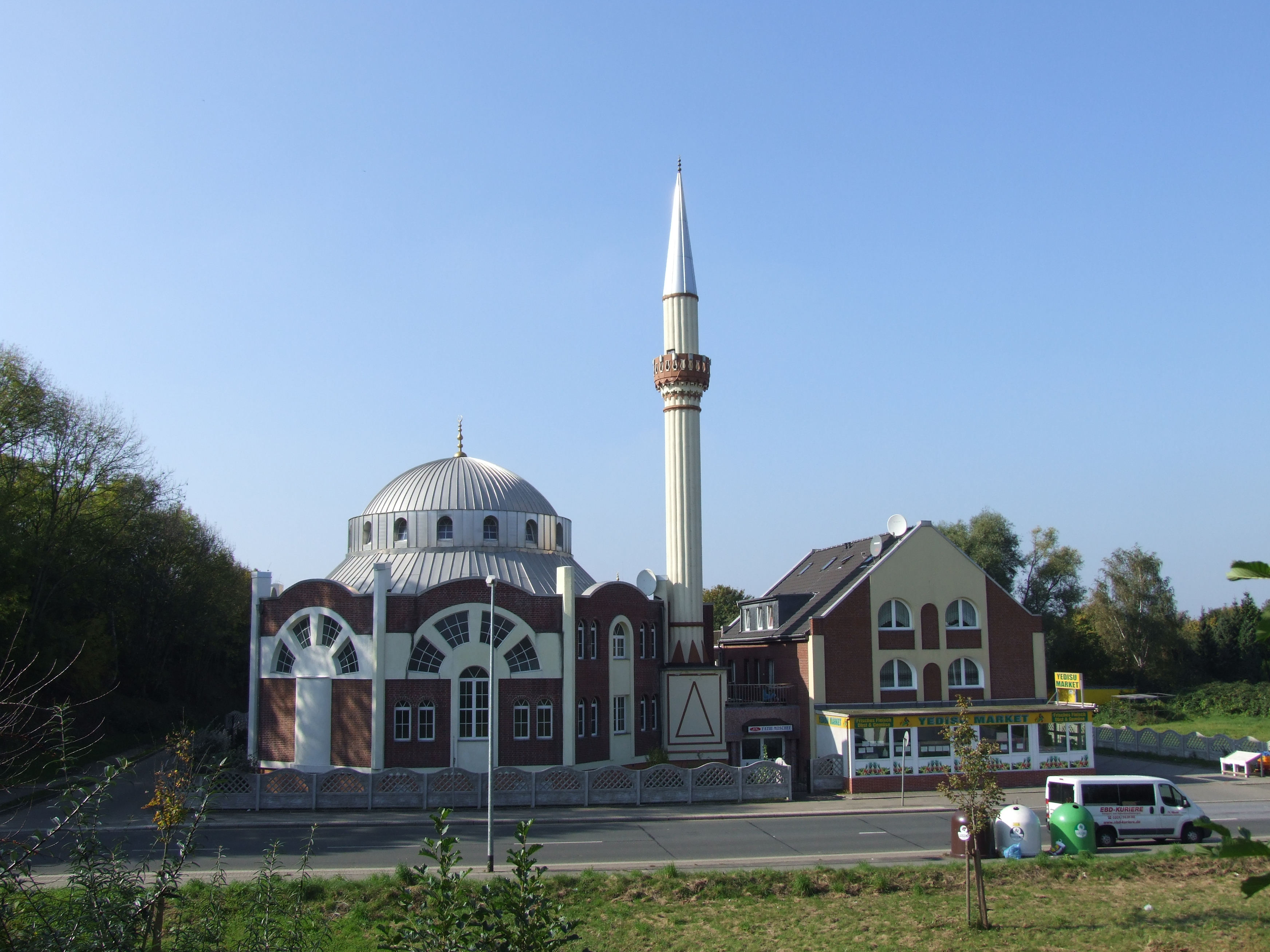
Moschee und angrenzende Bauten

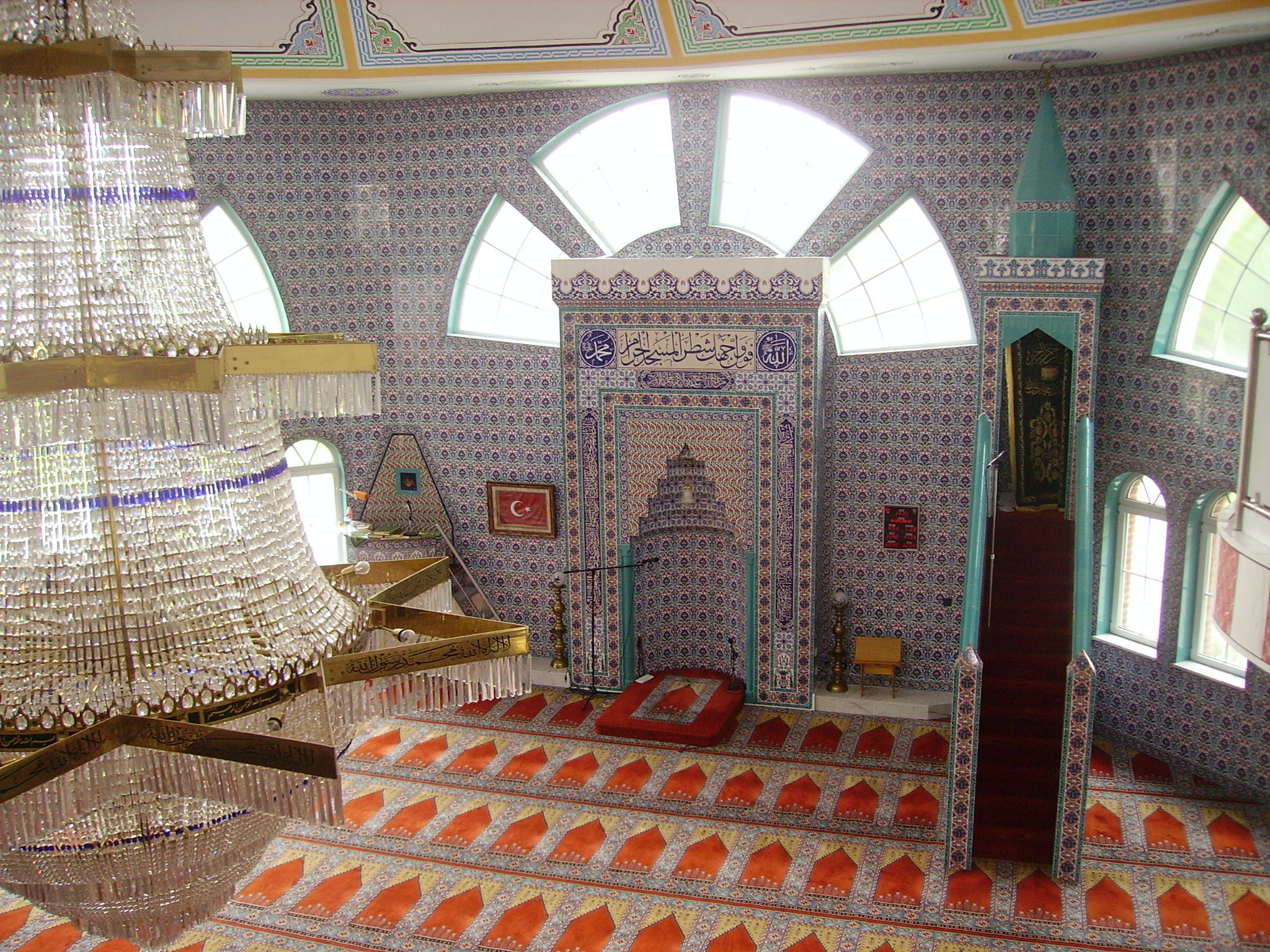
Innenansicht

Die Fatih-Moschee (türkisch Fatih Camii; deutsch „Eroberer-Moschee“) ist, neben anderen islamischen Gebetshäusern, der einzige architektonische Moscheebau in Essen. Hier befinden sich der Gebetsraum  und die Vereinsräume der türkischen Gemeinde aus Katernberg. 
1995 fiel das provisorische Gebetshaus an der Katernberger Straße einem Brandanschlag zum Opfer. Die türkische Gemeinde, vertreten durch den Verein „Türkische Moschee Essen-Katernberg e. V.“ (Dachverband DITIB) erarbeitete zusammen mit Vertretern der Stadt Essen, der Kirchengemeinden und engagierten Bürgern das Projekt eines Moscheeneubaus. Das Motto „Verständnis entflammen“ warb um die gegenseitige Akzeptanz. Nach anfänglich vergeblicher Suche nach einem Baugrundstück konnte 1997 das VEBA-Gelände an der Schalker Straße erworben werden. 
Die Moschee ist traditionell mit Minarett (30 m hoch, mit einem Durchmesser von nur 1,70 m) und Kuppel (15 m) ausgeführt und bietet im Gebetsraum und auf der Empore mehreren hundert Gläubigen Platz. Die Grundsteinlegung erfolgte am 2. November 1997.  Der Gebetsraum wurde aufwendig mit Mosaikkacheln, arabischen Inschriften und einem deckenhohen Kronleuchter gestaltet. Der Boden ist mit roten Kacheln in Form kleiner Gebetsteppiche strukturiert. Finanziert wurde der Bau ausschließlich durch das Engagement seiner Gemeinde. Im Souterrain der Moschee gibt es einen Jugendclubraum, nebenan im Gemeindehaus sind das Büro, ein Café und ein großer Veranstaltungssaal untergebracht.
Die gemeinsame Initiative des Moscheevereins mit seiner Nachbarschaft wurde im Jahr 2000 durch eine Auszeichnung im Rahmen des Bundeswettbewerbes „Soziale Stadt“ gewürdigt.
In der Fatih-Moschee wurde die Essener Erklärung der Muslime vom 11. September 2005 von Vertretern aller muslimischen Gemeinden und Vereine aus Essen unterschrieben. Die Erklärung spricht sich eindeutig gegen Gewalt, Terror, Diskriminierung, Ausgrenzung, Unfrieden und Fremdenfeindlichkeit und für die Unterstützung demokratischen Strukturen, sowie die Zusammenarbeit mit Sicherheitsbehörden aus, wenn das friedvolle Zusammenleben gefährdet ist.